# Gackt

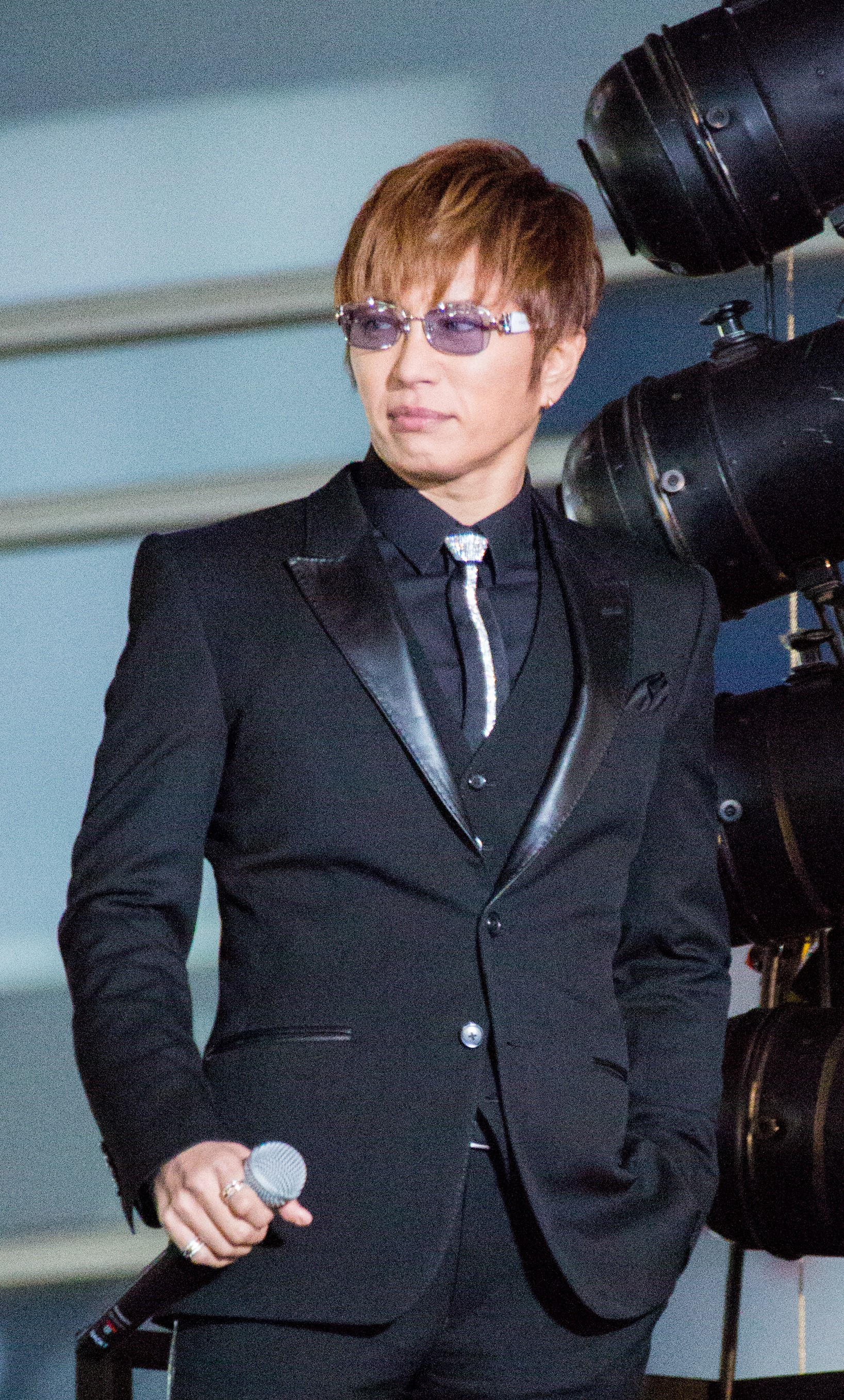
Gackt beim Tokyo (2017)

Gackt (* 4. Juli 1973 in Okinawa, Japan), auch Gackt Oshiro (大城 ガクト Ōshiro Gakuto), ist ein japanischer Musiker und Schauspieler. Er benutzt verschiedene Künstlernamen, zum Beispiel Camui M.S. Gackt, sein Geburtsname ist Gakuto Oshiro (大城 ガクト, Ōshiro Gakuto).
Er begann seine Karriere als Sänger der japanischen Musikgruppe Cains:Feel und wurde dann mit der Band Malice Mizer bekannt. Seither verfolgt er seine Solokarriere. 2007 entschloss er sich, als Sänger der von Yoshiki initiierten Band Skin beizutreten. Gackt hat bis 2011 14 Alben und 39 Singles veröffentlicht und hält seit dem 18. Juli 2011 den Rekord für die meisten Top-10-Singles eines männlichen Solokünstlers in Japan, obwohl lediglich eine seiner Singles, Returner ~Yami no Shūen~, jemals den ersten Platz der Oricon-Charts belegen konnte. Er war der erste japanische Musiker, der seine Musik 2007 auf iTunes veröffentlichte.

## Leben
Gackt behauptete lange von sich, am 4. Juli 1540 geboren zu sein, um eine Biografie aufrechtzuerhalten, die eines Mitgliedes von Malice Mizer würdig ist. Damit folgt er der Tradition des Visual Kei, eines Stils, dem die Band angehörte. Sein wahrer Geburtstag wurde bekannt, als er bei der „Jougen no Tsuki“-Livetour 2003 mitten im Konzert von seiner Band anlässlich seines 30. Geburtstages überrascht wurde.
Er kann eigenen Angaben zufolge Trompete, Tuba, Horn, Posaune, Piano, Gitarre, Schlagzeug und Bass spielen, sowie alle anderen Standardinstrumente eines Orchesters und die meisten traditionellen japanischen Instrumente. Von seinen Fertigkeiten an der Gitarre und am Klavier kann man sich bei seinen Auftritten überzeugen.
Gackt beherrscht Japanisch, Mandarin, Englisch, nach eigenen Aussagen auch Französisch. Zurzeit lerne er Koreanisch, Kantonesisch und Deutsch.

### Biografie

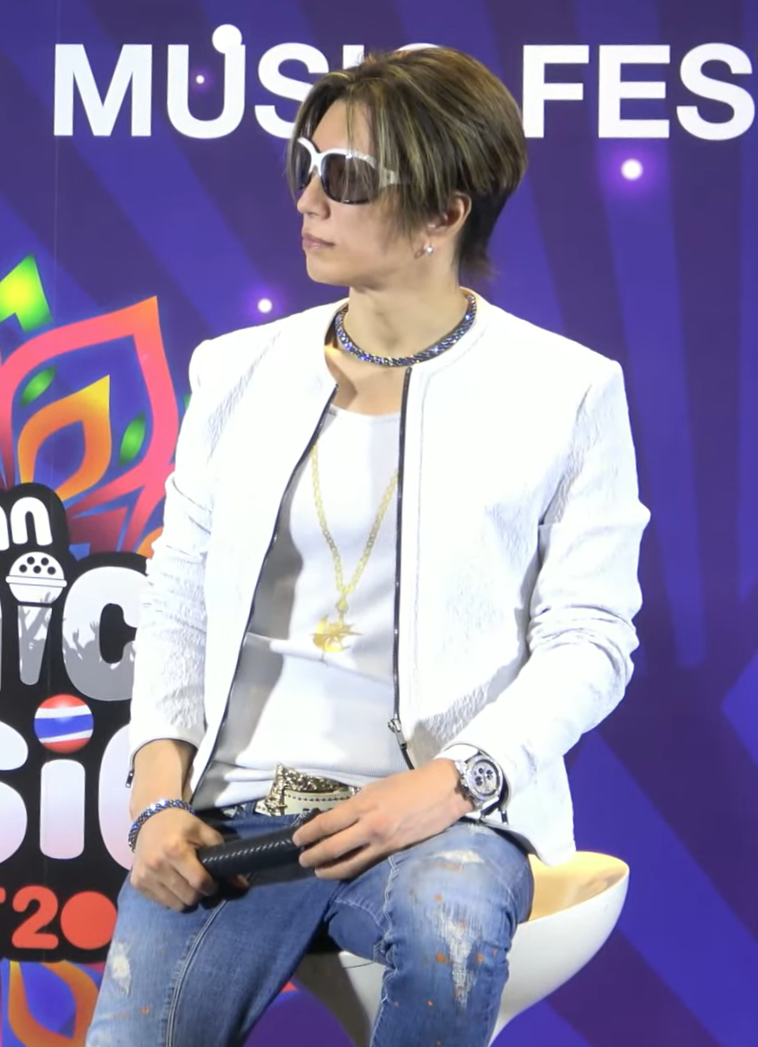
Gackt (2023)

In seiner Autobiografie „Jihaku“ sowie verschiedenen Interviews erzählte Gackt, er sei in Okinawa geboren. Seine Eltern, beide Musiker, seien ungewöhnlich streng und bestimmend gewesen. So wurde beispielsweise sein Fernsehprogramm auf nationales oder edukatives Programm beschränkt. Im Alter von sieben Jahren sei er beinahe im Meer von Okinawa ertrunken. Nachdem er gerettet worden war, habe er Halluzinationen gehabt, glaubte tote Menschen zu sehen, die dann und wann von seinem Körper Besitz ergriffen. Aus diesem Grunde sei er während seiner Jugend zweimal kurzzeitig in psychotherapeutischer Behandlung gewesen.
Sein Interesse an Musik sei anfangs nicht sonderlich groß gewesen, denn die Eltern hätten ihn schon im Alter von drei Jahren zum Klavierspielen bewegt und strenge Regeln dafür aufgestellt. So habe er immer zwei Stunden vor dem Piano sitzen bleiben müssen, auch wenn er nicht spielte. Gackts Vorliebe wandte sich zunächst den Blasinstrumenten zu, als er seinen Vater Trompete spielen sah. Aufgrund der weichen Konsistenz seiner Zähne habe er aber von Blasinstrumenten ablassen müssen. Trotzdem habe Gackt klassische Musik gemocht, er behauptete in einem Interview, Frédéric Chopin habe ihm die Liebe zur Musik vermittelt.
Im Alter von 17 Jahren habe es eine Wende in seinem Leben gegeben, da seine Mutter sagte, dass sie es bereue, ihn zum Klavierspielen gezwungen zu haben. Daraufhin hätte er sich dem Rock and Roll zugewandt. Diese Veränderung habe ihn dazu bewegt, Bandinstrumente zu lernen. Besonders Led Zeppelins Stairway to Heaven habe ihm damals gefallen.

## Karriere

### Cains:Feel
Gackt begann als Schlagzeugtechniker für ein Aufnahmestudio und als Schlagzeuger einer Schulmusikgruppe. Als der Sänger der Gruppe ausstieg und die Mitglieder nach einem Ersatz suchten, wurde GACKT von seinem bis heute besten Freund und damaligen Musikerkollegen You gebeten und überredet den Posten des Sängers zu übernehmen.

### Malice Mizer
Gackts Popularität begann anzusteigen, als er der Visual-Kei-Band Malice Mizer im Oktober 1995 als neuer Sänger beitrat. Sein Beitrag an die Band brachte jene in eine neue Stilrichtung und verlieh ihrer Musik einen leicht romantischen Charakter. Während Gackts Zeit bei der Band hatte sie auch ihren höchsten Bekanntheitsgrad und brachte die Alben Voyage -sans retour- unter dem Bandeigenen Label Midi:Nette und ihr erstes und einziges mit einer Plattenfirma (Nippon Columbia) entstandenes Album Merveilles heraus.
Gackt verließ die Band 1999 nach Abschluss der Merveilles-Tour. Gackt schrieb in seiner Autobiografie, er sei von Malice Mizer auf Grund persönlicher, künstlerischer und finanzieller Differenzen gebeten worden, die Band zu verlassen, auch wenn er lieber Mitglied geblieben wäre.

### Solokarriere
Das Verlassen der Band Malice Mizer läutete schließlich die Solokarriere von Gackt ein, das genaue Datum ist der 1. Januar 1999. Er begann mit einer kleinen Gruppe, welche sich GacktJOB nannte. Gackts Liveshows schließen häufig homoerotische Schauspielerei mit Mitgliedern dieser Gruppe ein.
Neben der Musik wurde Gackt in vielen Fernsehwerbungen gezeigt und veröffentlichte verschiedene Formate von Fanvideos, wie zum Beispiel Hero’s Hero. Zudem schrieb er das Buch Moonchild: Requiem. Er arbeitete als Laufstegmodel seines Lieblingsdesigners Yoshiyuki Konishi, designte seine eigene Bühnenkleidung und Modelinie und eröffnete sein privates Restaurant, Tamaly Bar, welches nur für Freunde und Mitglieder des Fanclub Dears zugänglich ist.
GACKT war auch beteiligt am PlayStation-2-Spiel Bujingai, für welches er synchronisierte und Bewegungserfassung (motion capture) für den Protagonist des Spiels machte. Weitere Synchronisationen tätigte Gackt beispielsweise für den Charakter 'Seiji' aus dem Anime Shin Hokuto no Ken. Auch schrieb er das Endthema (Tsuki no Uta) für den Anime Texhnolyze und das Titellied (Metamorphoze) für den Anime Z-Gundam, sowie das Endthema („Redemption“) und das Lied „Longing“ zum Spiel Final Fantasy VII: Dirge of Cerberus, in welchem er auch eine Rolle hat. Er spielt/verkörpert dort den geheimnisvollen Charakter Genesis, genannt „G“. GACKT ist zu dem auch verstärkt als Synchronsprecher tätig und steuert neben dem Titellied auch seine Stimme zum Spiel „Dragon Nest“ bei.
Im Frühjahr 2010 wechselte GACKT sein Management und die Firma, indem er zur AVEX Group überging. Es wird vermutet, dass dieser Schritt einer Ausweitung seiner Auslandskarriere dienlich sein wird.
Am 1. Juni 2010 wurde bekannt gegeben, dass GACKT bereits im Juli desselben Jahres seine erste Club Tour durch Europa antreten wird.
Wie vom Veranstalter berichtet wird, waren die Karten zu der Tour in vielen Orten bereits nach 30 Minuten ausverkauft und es gab erhebliche Serverprobleme.
Gackt wird außerdem zusammen mit dem südkoreanischen Schauspieler Bae Yong Joon in der Sendung „Message! To Asia“ auftreten. Dieser steht im Zusammenhang mit einem Programm für Kinderhilfe in Kambodscha und auf den Philippinen.

#### Gacktjob
Gacktjob nennen sich die Musiker und Tänzer, die für Gackt die Instrumente spielen und seine Choreografien machen, also sozusagen Gackts Band.
Aktuelle Mitglieder:
- You „You Kurosaki“ (Violine, Rhythmusgitarre)
- Yukihiro „chachamaru“ Fujimura (Leadgitarre, Effekte)
- CHIROLYN „Hiroshi Watanbe“ (Bass)
- Jun-ji „Junji Sakuma“ (Schlagzeug)
- Kazuya „Kazuya Yoishino“ (Tänzer / Choreograf)
- Taya „Taya Kodo“ (Tänzer / Choreograf)
- Taka (Tänzer / Choreograf)
- Egashira Koji „Koji -EGA-“ (Tänzer / Choreograf)

Frühere Mitglieder:
- Igao (Keyboard)
- Ren „Ren Aoba“ (Bass) Momentan in der Band LinClover
- Masa „Masa Shinozaki“ (Rhythmusgitarre) Momentan in der Band DizzyDrive
- Toshiyuki Sugino (Schlagzeug) Momentan in den Bands Spiky und Koji Ueno Ensemble
- Yosh (Choreograf, Tänzer)
- Ryu „Ryuichi Nishida“ (Schlagzeug)
- Ju-ken (Bass) Momentan als Supportbassist bei VAMPS

Support Mitglieder:
- Minami (Schlagzeug)
- Nell (Bass)

### S.K.I.N.
Hauptartikel: Skin
Im Jahr 2006 gab der Drummer der Band X Japan, Yoshiki, bekannt, er wolle zusammen mit Gackt, Sugizo & Miyavi eine Band gründen. Schon ein Jahr später bewahrheiteten sich dieses Gerücht. Ihr Debüt gab die Band am 29. Juni 2007 auf der Anime Expo in Long Beach, Kalifornien.

### Yellow Fried Chickenz
Mit dieser Band trat Gackt 2010 im Rahmen seiner Gackt Europe Tour 2010 Attack of the Yellow Fried Chickenz Tour das erste Mal in Europa auf. In dieser Band übernimmt der in Japan lebende Amerikaner Jon Underdown neben Gackt den Gesangspart. Des Weiteren unterstützen Gackt die Gitarristen Chachamaru und You (ebenfalls Gacktjob), Gitarrist Takumi, Bassisten U:zo (auch bei Inoran und anderen Projekten) und Schlagzeuger Shinya (Luna Sea). 2011 kehrten sie nach Deutschland zurück und veröffentlichten die zwei Singles The end of the day und All my love You are the reason.

## Film und Fernsehen
Gackt spielte zusammen mit Hyde die Hauptrolle im japanischen Film Moon Child (2003). Der Film spielt in einer nahen Zukunft in der fiktiven Stadt Maleppa, die von Einwanderern übervölkert und durch hohe Kriminalität gezeichnet ist. Dort versucht sich der junge Shō (als Erwachsener gespielt von Gackt) mit seinem Bruder Shinji und seinem Freund Toshi durchzuschlagen, als er eines Tages auf den Vampir Kei (gespielt von Hyde) trifft, der sich nichts sehnlicher wünscht als endlich zu sterben.
In dem Fernsehdrama Fuurin Kazan, das seit dem 7. Januar 2007 auf NHK ausgestrahlt wurde, spielt Gackt die Rolle des Uesugi Kenshin.
2010 nahm er zudem erneut am „85th Kenshin-Festival“ teil, wobei er dort aufgrund seiner Hauptrolle im NHK dorama und der großen Nachfrage bereits ein drittes Mal zu sehen ist.
Außerdem war Gackt 2010 in dem Film Bunraku neben Ron Perlman, Josh Hartnett und Woody Harrelson zu sehen. Die Dreharbeiten fanden von April bis Juni 2008 in Rumänien statt.
In Fernsehserien war er 2009 in Mr Brain als psychopathischer Killer, 2011 in Tempest als machthungriger Eunuch und 2012 als Feldherr Oda Nobunaga in der Videospielverfilmung Sengoku Basara zu sehen. Als Wissenschaftler hatte er 2012 in Akumu-chan eine wichtige Nebenrolle.
- 2002: Heroe’s Hero
- 2003: Moon Child
- 2007: Fuurin Kazan
- 2009: Kamen Rider Decade: All Riders vs. Dai-Shocker
- 2009: Mr. Brain (Episode 2)
- 2010: Bunraku
- 2011: Tempest (Episoden 3–5)
- 2012: Sengoku Basara: Moonlight Party
- 2012: Akumu-chan

## Werbung
Gackt ist auch Werbeträger für diverse Marken und erscheint regelmäßig in Werbespots zum Beispiel für Metal Gear Solid 2 Sons of Liberty von Konami. 2010 übernahm er die Rolle eines Büroangestellten in einem Werbespot für WONDA Kaffee.

## Diskografie

### Studioalben
| Jahr | Titel       | Höchstplatzierung, Gesamtwochen, AuszeichnungChartsChartplatzierungen (Jahr, Titel, Platzierungen, Wochen, Auszeichnungen, Anmerkungen) | Anmerkungen                              |
| Jahr | Titel       | JP | Anmerkungen                              |
| ---- | ----------- | --- | ---------------------------------------- |
| 1999 | Mizérable   | JP2 (12 Wo.)JP | Erstveröffentlichung: 12. Mai 1999 EP    |
| 2000 | Mars        | JP3 Gold · (5 Wo.)JP | Erstveröffentlichung: 26. April 2000     |
| 2001 | Rebirth     | JP3 (22 Wo.)JP | Erstveröffentlichung: 25. April 2001     |
| 2002 | Moon        | JP2 Gold · (10 Wo.)JP | Erstveröffentlichung: 19. Juni 2002      |
| 2003 | Crescent    | JP5 Platin · (11 Wo.)JP | Erstveröffentlichung: 3. Dezember 2003   |
| 2005 | Love Letter | JP5 Gold · (13 Wo.)JP | Erstveröffentlichung: 14. Februar 2005   |
| 2005 | Diabolos    | JP4 Gold · (9 Wo.)JP | Erstveröffentlichung: 21. September 2005 |
| 2009 | Re:Born     | JP9 (8 Wo.)JP | Erstveröffentlichung: 12. Februar 2009   |
| 2016 | Last Moon   | JP6 (9 Wo.)JP | Erstveröffentlichung: 27. April 2016     |

### Kompilationen
| Jahr | Titel                                | Höchstplatzierung, Gesamtwochen, AuszeichnungChartsChartplatzierungen (Jahr, Titel, Platzierungen, Wochen, Auszeichnungen, Anmerkungen) | Anmerkungen                             |
| Jahr | Titel                                | JP | Anmerkungen                             |
| ---- | ------------------------------------ | --- | --------------------------------------- |
| 2000 | Platinum Box ～Ⅰ～                   | JP29 (2 Wo.)JP | Erstveröffentlichung: 16. Dezember 2000 |
| 2004 | The Sixth Day: Single Collection     | JP3 Platin · (23 Wo.)JP | Erstveröffentlichung: 25. Februar 2004  |
| 2004 | The Seventh Night: Unplugged         | JP5 Gold · (8 Wo.)JP | Erstveröffentlichung: 26. Mai 2004      |
| 2006 | Jūnigatsu no Love Song: Complete Box | JP55 (1 Wo.)JP | Erstveröffentlichung: 13. Dezember 2006 |
| 2007 | 0079-0088                            | JP6 (9 Wo.)JP | Erstveröffentlichung: 19. Dezember 2007 |
| 2008 | Nine*Nine                            | JP34 (2 Wo.)JP | Erstveröffentlichung: 29. Oktober 2008  |
| 2010 | Are You "Fried Chickenz"??           | JP10 (8 Wo.)JP | Erstveröffentlichung: 23. Juni 2010     |
| 2010 | The Eleventh Day: Single Collection  | JP7 (6 Wo.)JP | Erstveröffentlichung: 21. Juli 2010     |
| 2013 | Best of the Best: Mild               | JP8 (6 Wo.)JP | Erstveröffentlichung: 3. Juli 2013      |
| 2013 | Best of the Best: Wild               | JP9 (5 Wo.)JP | Erstveröffentlichung: 3. Juli 2013      |

### Livealben
| Jahr | Titel                                                | Höchstplatzierung, Gesamtwochen, AuszeichnungChartsChartplatzierungen (Jahr, Titel, Platzierungen, Wochen, Auszeichnungen, Anmerkungen) | Anmerkungen                          |
| Jahr | Titel                                                | JP | Anmerkungen                          |
| ---- | ---------------------------------------------------- | --- | ------------------------------------ |
| 2011 | Attack of the “Yellow Fried Chickenz” in Europe 2010 | JP50 (2 Wo.)JP | Erstveröffentlichung: 20. April 2011 |

### Remixalben
| Jahr | Titel                       | Höchstplatzierung, Gesamtwochen, AuszeichnungChartsChartplatzierungen (Jahr, Titel, Platzierungen, Wochen, Auszeichnungen, Anmerkungen) | Anmerkungen                            |
| Jahr | Titel                       | JP | Anmerkungen                            |
| ---- | --------------------------- | --- | -------------------------------------- |
| 1999 | Remix of Gackt              | — | Erstveröffentlichung: 3. November 1999 |
| 2015 | Gacktracks -Ultra DJ ReMix- | JP35 (4 Wo.)JP | Erstveröffentlichung: 1. Juli 2015     |

### Soundtracks
| Jahr | Titel                                          | Höchstplatzierung, Gesamtwochen, AuszeichnungChartsChartplatzierungen (Jahr, Titel, Platzierungen, Wochen, Auszeichnungen, Anmerkungen) | Anmerkungen                           |
| Jahr | Titel                                          | JP | Anmerkungen                           |
| ---- | ---------------------------------------------- | --- | ------------------------------------- |
| 2014 | Moon Saga (義経秘伝 Ⅰ&Ⅱ) -Premium Soundtracks- | JP130 (1 Wo.)JP | Erstveröffentlichung: 1. Oktober 2014 |

### Singles
| Jahr | Titel Album                                                              | Höchstplatzierung, Gesamtwochen, AuszeichnungChartsChartplatzierungen (Jahr, Titel, Album, Platzierungen, Wochen, Auszeichnungen, Anmerkungen) | Anmerkungen                                                |
| Jahr | Titel Album                                                              | JP | Anmerkungen                                                |
| ---- | ------------------------------------------------------------------------ | --- | ---------------------------------------------------------- |
| 1999 | Mizérable (Single Box, mit CD+VHS) Mizérable                             | JP3 (9 Wo.)JP | Erstveröffentlichung: 30. Juni 1999                        |
| 1999 | Mizérable (CD Single) Mizérable                                          | — | Erstveröffentlichung: 9. Juli 1999                         |
| 1999 | Vanilla Mars                                                             | JP4 Gold · (10 Wo.)JP | Erstveröffentlichung: 11. August 1999                      |
| 1999 | Vanilla Remix Mars                                                       | JP13 (4 Wo.)JP | Erstveröffentlichung: 3. November 1999                     |
| 2000 | Mirror Mars                                                              | JP9 (6 Wo.)JP | Erstveröffentlichung: 9. Februar 2000                      |
| 2000 | Oasis Mars                                                               | JP7 (6 Wo.)JP | Erstveröffentlichung: 16. Februar 2000                     |
| 2000 | Seki-Ray Rebirth                                                         | JP7 (6 Wo.)JP | Erstveröffentlichung: 8. März 2000                         |
| 2000 | Saikai (Story) –                                                         | JP7 (6 Wo.)JP | Erstveröffentlichung: 30. August 2000                      |
| 2000 | Secret Garden Rebirth                                                    | JP10 (5 Wo.)JP | Erstveröffentlichung: 16. November 2000                    |
| 2001 | Kimi no Tameni Dekiru Koto Rebirth                                       | JP6 (18 Wo.)JP | Erstveröffentlichung: 14. März 2001                        |
| 2001 | Another World Moon                                                       | JP2 (17 Wo.)JP | Erstveröffentlichung: 5. September 2001                    |
| 2001 | Jūnigatsu no Love Song Jūnigatsu no Love Song: Complete Box              | JP5 (9 Wo.)JP | Erstveröffentlichung: 16. Dezember                         |
| 2002 | Vanilla Mars                                                             | JP12 (6 Wo.)JP | Erstveröffentlichung: 20. März 2002 Wiederveröffentlichung |
| 2002 | Wasurenai Kara Moon                                                      | JP4 (5 Wo.)JP | Erstveröffentlichung: 24. April 2002                       |
| 2002 | Jūnigatsu no Love Song Jūnigatsu no Love Song: Complete Box              | JP5 (11 Wo.)JP | Erstveröffentlichung: 27. November 2002 Englische Version  |
| 2003 | Kimi ga Oikaketa Yume Crescent                                           | JP2 Gold · (10 Wo.)JP | Erstveröffentlichung: 19. März 2003                        |
| 2003 | Tsuki no Uta Crescent                                                    | JP3 Gold · (7 Wo.)JP | Erstveröffentlichung: 11. Juni 2003                        |
| 2003 | Lu:na / Oasis Moon / Mars                                                | JP5 (5 Wo.)JP | Erstveröffentlichung: 25. Juni 2003                        |
| 2003 | Last Song Crescent                                                       | JP5 Gold · (13 Wo.)JP | Erstveröffentlichung: 12. November 2003                    |
| 2003 | Jūnigatsu no Love Song Jūnigatsu no Love Song: Complete Box              | JP6 (8 Wo.)JP | Erstveröffentlichung: 3. Dezember 2003 Chinesische Version |
| 2004 | Kimi ni Aitakute Love Letter                                             | JP2 Gold · (17 Wo.)JP | Erstveröffentlichung: 27. Oktober 2004                     |
| 2004 | Jūnigatsu no Love Song Jūnigatsu no Love Song: Complete Box              | JP8 (7 Wo.)JP | Erstveröffentlichung: 8. Dezember 2004 Koreanische Version |
| 2005 | Arittake no Ai de Love Letter                                            | JP7 (7 Wo.)JP | Erstveröffentlichung: 26. Januar 2005                      |
| 2005 | Black Stone Diabolos                                                     | JP3 Gold · (7 Wo.)JP | Erstveröffentlichung: 27. April 2005                       |
| 2005 | Metamorphoze Diabolos                                                    | JP2 Gold · (13 Wo.)JP | Erstveröffentlichung: 25. Mai 2005                         |
| 2005 | Todokanai Ai to Shitteita no ni Osaekirezu ni Aishitsuzuketa... Diabolos | JP3 Gold · (9 Wo.)JP | Erstveröffentlichung: 10. August 2005                      |
| 2006 | Redemption Best of the Best: Wild                                        | JP3 Gold · (12 Wo.)JP | Erstveröffentlichung: 25. Januar 2006                      |
| 2006 | Love Letter                                                              | JP9 (7 Wo.)JP | Erstveröffentlichung: 1. März 2006                         |
| 2007 | No ni Saku Hana no Yō ni –                                               | JP3 (11 Wo.)JP | Erstveröffentlichung: 7. Februar 2007                      |
| 2007 | Returner (Yami no Shūen) Last Moon                                       | JP1 (12 Wo.)JP | Erstveröffentlichung: 20. Juni 2007                        |
| 2008 | Jesus Re:Born                                                            | JP7 (10 Wo.)JP | Erstveröffentlichung: 3. Dezember 2008                     |
| 2009 | Ghost Re:Born                                                            | JP6 (6 Wo.)JP | Erstveröffentlichung: 28. Januar 2009                      |
| 2009 | Journey Through the Decade Best of the Best: Mild                        | JP2 Gold + Platin (Digital) · (25 Wo.)JP | Erstveröffentlichung: 25. März 2009                        |
| 2009 | Koakuma Heaven Re:Born                                                   | JP6 (6 Wo.)JP | Erstveröffentlichung: 10. Juni 2009                        |
| 2009 | Faraway (Hoshi ni Negai o) Re:Born                                       | JP8 (5 Wo.)JP | Erstveröffentlichung: 17. Juni 2009                        |
| 2009 | Lost Angels Re:Born                                                      | JP5 (5 Wo.)JP | Erstveröffentlichung: 24. Juni 2009                        |
| 2009 | Flower Re:Born                                                           | JP7 (5 Wo.)JP | Erstveröffentlichung: 1. Juli 2009                         |
| 2009 | The Next Decade –                                                        | JP4 (9 Wo.)JP | Erstveröffentlichung: 11. August 2009                      |
| 2009 | Setsugekka (The End of Silence) / Zan Last Moon                          | JP4 (7 Wo.)JP | Erstveröffentlichung: 8. Dezember 2009                     |
| 2010 | Stay the Ride Alive Best of the Best: Wild                               | JP3 (9 Wo.)JP | Erstveröffentlichung: 1. Januar 2010                       |
| 2010 | Ever Best of the Best: Wild                                              | JP4 (21 Wo.)JP | Erstveröffentlichung: 28. Juli 2010                        |
| 2011 | Episode.0 –                                                              | JP3 (6 Wo.)JP | Erstveröffentlichung: 13. Juli 2011                        |
| 2011 | Graffiti Best of the Best: Mild                                          | JP10 (7 Wo.)JP | Erstveröffentlichung: 30. November 2011                    |
| 2012 | Until The Last Day Best of the Best: Wild                                | JP8 (4 Wo.)JP | Erstveröffentlichung: 22. Februar 2012                     |
| 2012 | Hakuro Best of the Best: Mild                                            | JP6 (5 Wo.)JP | Erstveröffentlichung: 10. Oktober 2012                     |
| 2012 | White Lovers (Shiawase na Toki) Best of the Best: Mild                   | JP7 (5 Wo.)JP | Erstveröffentlichung: 19. Dezember 2012                    |
| 2014 | P.S. I Love U Last Moon                                                  | JP12 (3 Wo.)JP | Erstveröffentlichung: 12. Februar 2014                     |
| 2014 | Akatsukizukuyo (Day Breakers) Last Moon                                  | JP8 (5 Wo.)JP | Erstveröffentlichung: 1. Oktober 2014                      |
| 2015 | Arrow Last Moon                                                          | JP15 (4 Wo.)JP | Erstveröffentlichung: 7. Oktober 2015                      |
| 2016 | Kimi Dake no Boku de Iru Kara Last Moon                                  | JP30 (2 Wo.)JP | Erstveröffentlichung: 23. November 2016                    |
| 2017 | Tsumi no Keishō (Original Sin) –                                         | JP18 (4 Wo.)JP | Erstveröffentlichung: 22. März 2017                        |

### Videoalben
| Jahr | Titel                                                                           | Höchstplatzierung, Gesamtwochen, AuszeichnungChartsChartplatzierungen (Jahr, Titel, Platzierungen, Wochen, Auszeichnungen, Anmerkungen) | Anmerkungen                              |
| Jahr | Titel                                                                           | JP | Anmerkungen                              |
| ---- | ------------------------------------------------------------------------------- | --- | ---------------------------------------- |
| 2000 | Mars Sora Kara no Homonsha: Kaisō                                               | — | Erstveröffentlichung: 22. November 2000  |
| 2000 | Platinum Box I                                                                  | — | Erstveröffentlichung: 16. Dezember 2000  |
| 2001 | Requiem et Reminiscence (Shuuen to Seijyaku)                                    | JP10 (3 Wo.)JP | Erstveröffentlichung: 30. November 2001  |
| 2001 | Platinum Box II                                                                 | JP6 (4 Wo.)JP | Erstveröffentlichung: 21. Dezember 2001  |
| 2002 | Platinum Box III                                                                | JP15 (4 Wo.)JP | Erstveröffentlichung: 21. Dezember 2002  |
| 2003 | Gackt Live Tour 2002 Kagen no Tsuki (Seiya no Shirabe)                          | JP6 (3 Wo.)JP | Erstveröffentlichung: 19. März 2003      |
| 2003 | Gekkou                                                                          | JP4 (4 Wo.)JP | Erstveröffentlichung: 6. August 2003     |
| 2003 | Gackt Live Tour 2003 Jougen no Tsuki (Saishusho)                                | JP5 (5 Wo.)JP | Erstveröffentlichung: 18. September 2003 |
| 2003 | Platinum Box IV                                                                 | JP17 (5 Wo.)JP | Erstveröffentlichung: 16. Dezember 2003  |
| 2004 | Gackt Live Tour 2004 The Sixth Day & Seventh Night (Final)                      | JP4 (9 Wo.)JP | Erstveröffentlichung: 15. September 2004 |
| 2004 | Platinum Box V                                                                  | JP10 (4 Wo.)JP | Erstveröffentlichung: 15. Dezember 2004  |
| 2005 | Platinum Box VI                                                                 | JP20 (2 Wo.)JP | Erstveröffentlichung: 7. Dezember 2005   |
| 2006 | Live Tour 2005 Diabolos (Aien no Shi to Seiya no Namida)                        | JP5 (7 Wo.)JP | Erstveröffentlichung: 29. März 2006      |
| 2006 | The Greatest Filmography 1999-2006 (Red)                                        | JP7 (9 Wo.)JP | Erstveröffentlichung: 23. August 2006    |
| 2006 | The Greatest Filmography 1999-2006 (Blue)                                       | JP6 (9 Wo.)JP | Erstveröffentlichung: 23. August 2006    |
| 2006 | Platinum Box VII                                                                | JP13 (2 Wo.)JP | Erstveröffentlichung: 13. Dezember 2006  |
| 2007 | Platinum Box VIII                                                               | — | Erstveröffentlichung: 24. Dezember 2007  |
| 2008 | Tenshōru Like a Dragon ~Kenshin and to Gackt~                                   | JP46 (3 Wo.)JP | Erstveröffentlichung: 21. Mai 2008       |
| 2008 | Platinum Box IX                                                                 | — | Erstveröffentlichung: 26. Oktober 2008   |
| 2009 | Platinum Box X                                                                  | — | Erstveröffentlichung: 24. Dezember 2009  |
| 2010 | Visualive Arena Tour 2009 Requiem Et Reminiscence II Final Chinkon To Saisei    | JP6 (7 Wo.)JP | Erstveröffentlichung: 31. März 2010      |
| 2011 | Platinum Box XI                                                                 | — | Erstveröffentlichung: 19. Januar 2011    |
| 2012 | Platinum Box XII                                                                | — | Erstveröffentlichung: 25. Januar 2012    |
| 2013 | Platinum Box XIII                                                               | — | Erstveröffentlichung: 31. November 2013  |
| 2014 | Best of the Best I – 40th Birthday                                              | JP72 (1 Wo.)JP | Erstveröffentlichung: 26. März 2014      |
| 2014 | Best of the Best I – Xtasy                                                      | JP73 (1 Wo.)JP | Erstveröffentlichung: 26. März 2014      |
| 2014 | 2013 Kamui Gakuen de Semena Sai                                                 | JP34 (1 Wo.)JP | Erstveröffentlichung: 23. April 2014     |
| 2014 | Platinum Box XIV                                                                | JP37 (1 Wo.)JP | Erstveröffentlichung: 21. Mai 2014       |
| 2014 | Gackt × Tokyo Philharmonic Orchestra "Kareinaru Classic no Yube"                | JP11 (3 Wo.)JP | Erstveröffentlichung: 21. Mai 2014       |
| 2015 | Platinum Box XV                                                                 | JP42 (1 Wo.)JP | Erstveröffentlichung: 11. März 2015      |
| 2015 | Gackt x Tokyo Philharmonic Orchestra Dai 2 Kai "Kareinaru Classic no Yube"      | JP39 (1 Wo.)JP | Erstveröffentlichung: 29. April 2015     |
| 2015 | 2014 Kamui Gakuen de Matomena Sai                                               | JP33 (1 Wo.)JP | Erstveröffentlichung: 27. Mai 2015       |
| 2016 | Gackt Moon Saga – Yoshikei Secret Tradition – Chapter <> Standard Edition       | JP71 (1 Wo.)JP | Erstveröffentlichung: 9. März 2016       |
| 2016 | Platinum Box XVI                                                                | JP46 (1 Wo.)JP | Erstveröffentlichung: 16. März 2016      |
| 2016 | 2015 Camui G School de Dashitekudasai -Minna no Omoi wo Da, Da, Dashitekudasai- | JP6 (2 Wo.)JP | Erstveröffentlichung: 31. August 2016    |
| 2017 | Gackt Japan Tour 2016 Last Visualive Saigo no Tsuki –Last Moon–                 | — | Erstveröffentlichung: 14. März 2017      |
| 2017 | Platinum Box XVII                                                               | JP59 (2 Wo.)JP | Erstveröffentlichung: 15. März 2017      |